# Streptoprocne
Streptoprocne (лат.) — род птиц из семейства стрижиных. Одни из самых крупных стрижей, имеющие равномерное чёрное оперение тела с белым или ярко-рыжим окрасом в районе головы. Представители рода населяют тропические регионы Нового Света. Они строят конусообразные гнёзда из грязи и мха в скалах у воды, не используя при этом слюну. Откладывают одно или два яйца.
Один из двух родов в подсемействе Cypseloidinae, ранее его виды включали в состав рода американских стрижей (Cypseloides). Систематики относят к роду пять видов.

## Описание
Представители рода Streptoprocne — одни из наиболее крупных стрижей, длина крыла у красношейного американского стрижа (Streptoprocne rutila) составляет 120—130 мм, у щитоносного американского стрижа (Streptoprocne biscutata), белоголового американского стрижа (Streptoprocne semicollaris) и ошейникового американского стрижа (Streptoprocne zonaris) — свыше 200 мм, при этом у Streptoprocne semicollaris она может превышать 230 мм. Сильно варьирует и масса птиц: у ошейникового американского стрижа она составляет 102—113 г, а у белоголового — 170—180. В среднем представители рода Streptoprocne считаются крупнее, чем стрижи рода Cypseloides.
Оперение птиц равномерно окрашено в чёрный цвет и обычно темнее, чем у представителей рода стрижи (Apus). Характерной особенностью является так называемый воротник — окрас оперения в районе шеи: у ошейникового американского стрижа имеется белое кольцо вокруг шеи, у щитоносного — белый затылок и грудь, у белоголового — белый затылок. Ярко-рыжее кольцо, похожее на белое кольцо ошейникового американского стрижа, встречается и у близкородственных тропических видов — красношейного американского стрижа и венесуэльского стрижика (Streptoprocne phelpsi). Ранее яркое оперение этих видов считалось признаком полового диморфизма, присущим исключительно птицам подсемейства Cypseloidinae, однако позднее было показано, что самки также имеют яркий ошейник, только они приобретают его в более позднем возрасте по сравнению с самцами.
Хвост у стрижей рода Streptoprocne может существенно отличаться по форме: у ошейникового американского стрижа он с глубоким разрезом, у щитоносного американского стрижа — с небольшой вилкой, а у белоголового разрез отсутствует полностью. Крылья представителей этого рода обладают десятью первостепенными маховыми перьями, у них отсутствует пятое второстепенное маховое перо. Такая особенность является характерной чертой всех представителей подсемейства Cypseloidae. В полёте они делают глубокие, плавные и сильные взмахи крыльями, чем заметно отличаются от стрижей рода Cypseloides, которые тоже медленно машут крыльями, но их движения не такие сильные и глубокие.
Американский орнитолог Роберт Риджуэй ещё в 1911 году отметил, что у американских стрижей длинный задний палец, составляющий около половины длины внутреннего пальца. Нога у птиц анизодактильная, то есть большой палец направлен назад, а остальные — вперёд. Чтобы закрепиться на вертикальной поверхности, эти стрижи дополнительно используют жёсткий хвост.

## Распространение

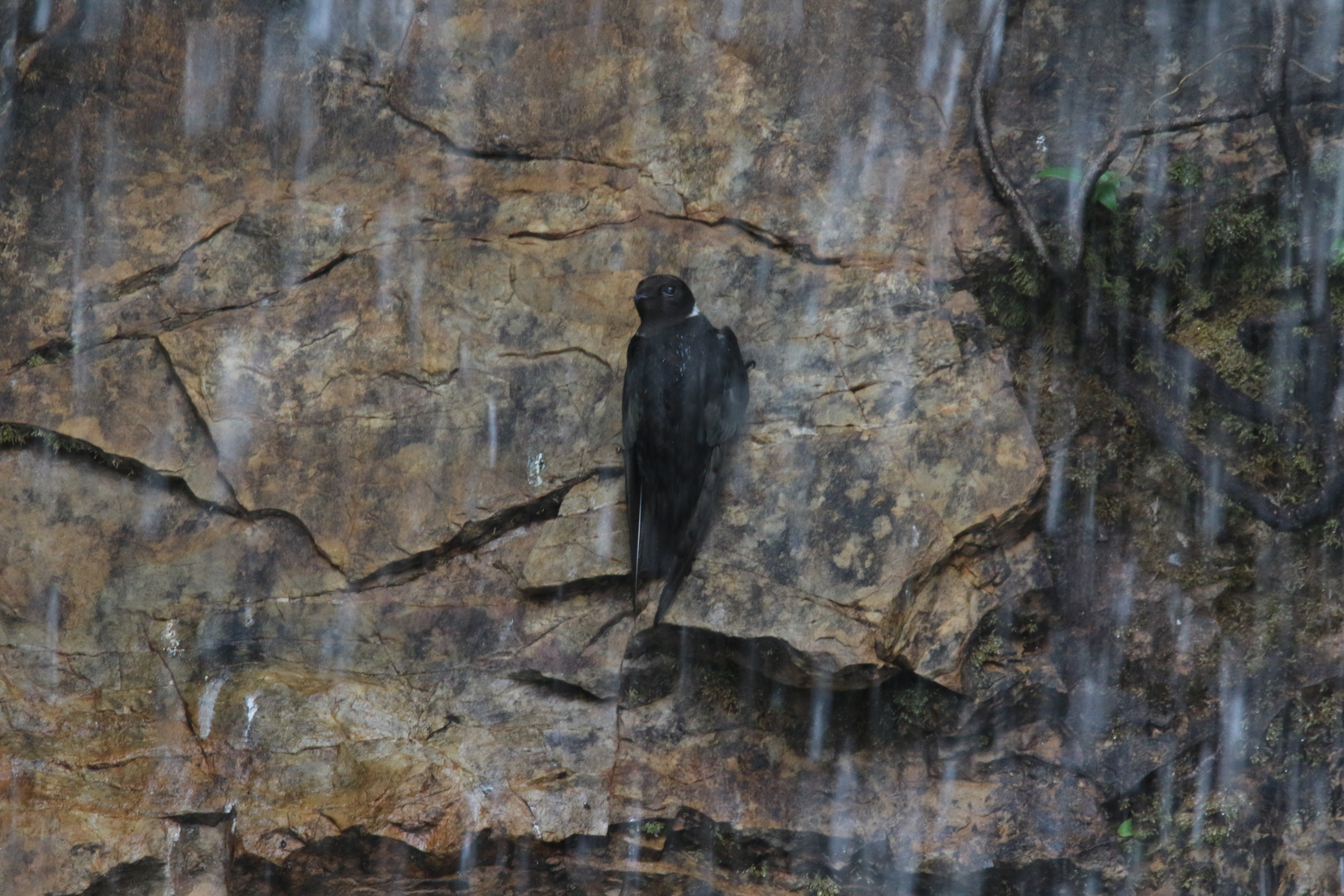
Ошейниковый американский стриж на отдыхе за водопадом

Представители рода Streptoprocne обитают в Южной и Центральной Америках, а также на Антильских островах, в основном в тропических районах. Держатся стаями.
Стрижи обитают в местах с достаточной концентрацией насекомых в воздухе и доступными местами для ночлега и размножения. Зачастую такие условия требуют продолжительных ежедневных перемещений. Широкие возможности в этом плане демонстрируют ошейниковые американские стрижи: в окрестностях национального парка Анри Питтье на севере Венесуэлы они могут кормиться в нескольких километрах от высокогорных районов, в которых они строят гнёзда, а во время дождей могут добывать пищу над улицами близлежащих городов.
Международный союз охраны природы относит всех представителей рода к видам, вызывающим наименьшие опасения (LC).

## Питание
Крупные стрижи легче добывают роящихся насекомых в местах концентрации отдельных видов на более обширных территориях, что привело к их более узкой специализации. Например, в желудке ошейникового американского стрижа в Венесуэле было обнаружено 800 крылатых муравьёв, а в желудке белоголового американского стрижа — 681 огненный муравей Solenopsis geminata.
В саванне во время засухи ошейниковые американские стрижи путешествуют за насекомыми, потревоженными пожарами.

## Размножение

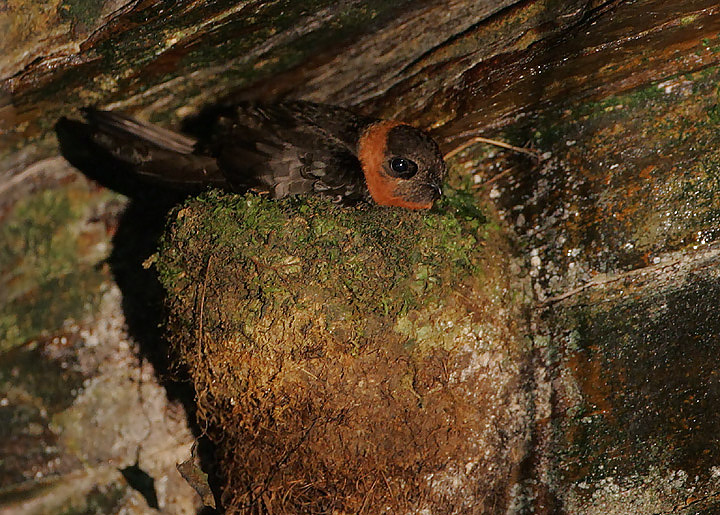
Красношейный американский стриж на гнезде

Стрижи моногамны. Ошейниковые и красношейные американские стрижи демонстрируют брачное поведение, устраивая в воздухе погони, при этом иногда, прежде чем присоединиться к стае, самку преследуют три самца. Во время погони при глубоком нырке может формироваться V-образная поза, когда оба крыла птицы высоко подняты над телом. Такая поза особенно выражена в уже сформированных парах; обычно она встречается у догоняющих птиц, но может быть и у лидирующих. Участие в погоне сразу трёх птиц встречается реже.
Около водопадов встречаются смешанные гнездовые скопления стрижей подсемейства Cypseloidinae. Стрижи рода Streptoprocne обычно строят конусообразные гнёзда из грязи и мха в скалах у воды. Они не использует слюну при строительстве гнезда. Ошейниковый и белоголовый американские стрижи выскребают гнездо. Ошейниковые американские стрижи могут купаться парами под брызгами воды возле гнезда, при этом не дают приземлиться рядом другим птицам, поднимая одно или оба крыла; при подлёте к гнезду они могут пролетать сквозь водопады.
Представители рода Streptoprocne откладывают яйца в конце сухого сезона, чтобы обилие насекомых в начале сезона дождей пришлось на период, когда птенцы уже вылупились. Яйца небольшого размера (в частности, 43 × 28,5 мм у ошейникового американского стрижа), однородной тускло-белой окраски. Кладка обычно состоит из двух яиц, в то время как у представителей рода Cypseloides — из одного.
Через год после вылупления из яиц показатели смертности красношейного американского стрижа составляют 19—29 %.

## Систематика
Род был впервые описан американским орнитологом Гарри Оберхользером в 1906 году, однако систематика со временем претерпела множественные изменения. В 1940 году Джеймс Ли Питерс опубликовал классификацию птиц, в которой выделил род Streptoprocne из рода Chaetura, характеризуемого твёрдыми рулевыми перьями с острыми концами и входящего в подсемейство Chaeturinae. Он рассматривал род Aerornis, в который включал два вида — Aerornis senex и Aerornis semicollaris, — как связующее звено между родами Cypseloides и Streptoprocne, а вид Streptoprocne rutila относил к Chaetura (Chaetura rutilus). Из тех видов, которые сейчас рассматриваются в составе Streptoprocne, Лак в работе 1956 года отнёс три вида к роду Cypseloides (Cypseloides zonaris, Cypseloides biscutata и Cypseloides semicollar), тем самым снова объединив два рода. Вновь выделены в отдельный род они были Робертом Томасом Орром в 1963 году, а Брук выделил особенно крупных стрижей в род Semicollum с единственным видом Semicollum semicollar, однако это выделение не было поддержано. Мануэль Марин (Manuel Marin) и Франк Гарфилд Стайлс в работе 1992 года отнесли к роду Streptoprocne ещё два вида: Streptoprocne phelpsi и Streptoprocne rutila.
Международный союз орнитологов относит к роду Streptoprocne пять видов стрижей:
| Виды                                          | Виды                                                        | Виды        | Виды                                                            | Виды                                                                         |
| Научное название                              | Русское название                                            | Изображение | Описание                                                        | Распространение                                                              |
| --------------------------------------------- | ----------------------------------------------------------- | ----------- | --------------------------------------------------------------- | ---------------------------------------------------------------------------- |
| Streptoprocne biscutata (Sclater, 1866)       | Щитоносный американский стриж                               |             | Общая длина — 22 см, масса — 85—100 г. Два подвида.             | Обитает на востоке Южной Америки в Бразилии, Парагвае и на севере Аргентины. |
| Streptoprocne phelpsi (Collins, 1972)         | Венесуэльский стрижик, или венесуэльский американский стриж |             | Общая длина — 16,5 см, масса самцов 20—24 г, самок — 19—23,5 г. | Обитает на тепуи, преимущественно в Венесуэле.                               |
| Streptoprocne rutila (Vieillot, 1817)         | Красношейный американский стриж                             |             | Общая длина — 13 см, масса — 21,3—25,6 г. Три подвида.          | Обитает в тропиках Центральной и Южной Америки.                              |
| Streptoprocne semicollaris (DeSaussure, 1859) | Белоголовый американский стриж                              |             | Общая длина — 22 см.                                            | Обитает на западе и в центральной части Мексики.                             |
| Streptoprocne zonaris (Shaw, 1796)            | Ошейниковый американский стриж                              |             | Общая длина — 20—22 см, масса — 85,75—107 г. Девять подвидов.   | Обитает в тропиках Центральной и Южной Америки, включая Антильские острова.  |